# Byron Stevenson
William Byron Stevenson (7. september 1956 - 6. september 2007) var en walisisk fodboldspiller (forsvarer).
Stevenson tilbragte hele sin aktive karriere i England, hvor han repræsenterede Leeds United, Birmingham City og Bristol Rovers. Han nåede at spille næsten 100 kampe i den bedste engelske række for Leeds.
Stevenson spillede desuden 15 kampe for det walisiske landshold. Hans første landskamp var et opgør mod Nordirland 19. maj 1978, hans sidste en kamp mod Frankrig 2. juni 1982.
Stevenson døde den 6. september 2007 af kræft, i en alder af 50 år.